# أوفرهيل شيروكي

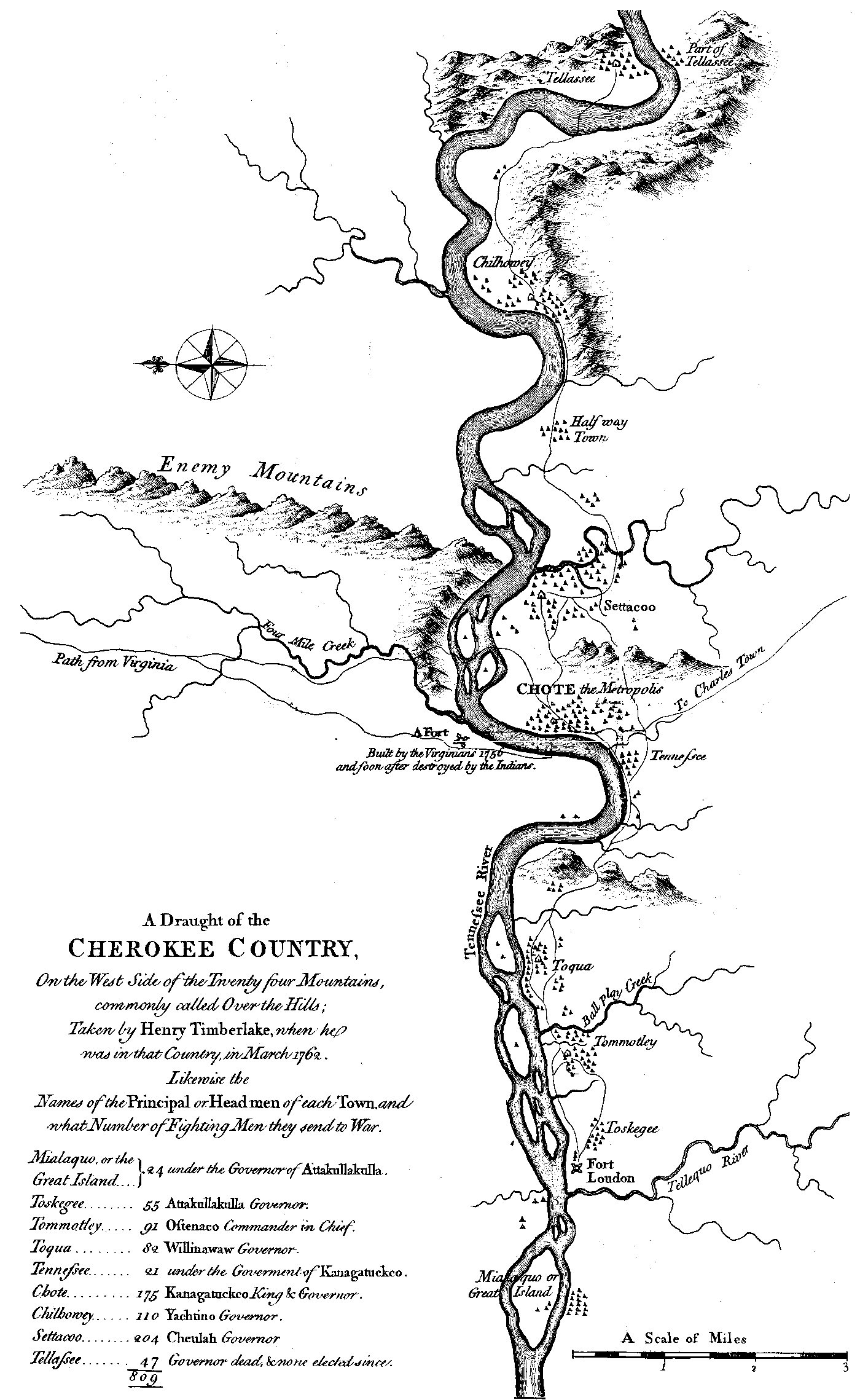

استُخدم مُصطلح أوفرهيل شيروكي (بالإنجليزية: Overhill Cherokee)‏ للإشارة إلى شعوب الشيروكي الموجودين في مُستوطناتهم التاريخية فيما يُعرف الآن بولاية تينيسي الأمريكية في جنوب شرق الولايات المتحدة، على الجانب الغربي من جبال الأبالاش. استخدم  التُجار والمُستكشفون الأوروبيون القادمون من المُستعمرات البريطانية على طول ساحل المحيط الأطلسي هذا الاسم في القرن الثامن عشر، حيث اضطروا إلى عبور الجبال للوصول إلى هذه المُستوطنات.